# 若狭実
若狭 実（わかさ　みのる、1951年7月8日 - ）は、北海道出身の元スキージャンプ選手。

## プロフィール
滝川商業高校-日本大学-北海道拓殖銀行
スキーをハの字（先端を寄せて後端を開く「ボーゲン」の形）に開く独特のフォームで飛距離を稼いだ。しかし飛型点は1審判当り1.5点前後減点されたため、優勝を逃すことが多かった。
2007年2月6日にNHKで放送された「アインシュタインの眼　＃5　スキージャンプ　〜もっと高く　もっと遠くへ」の中で模型による風洞実験を行ったところ、このフォームがV字フォームに比してより揚力を得られるというデータが示された。
高校時代は1970年のインターハイで7位などあまり目立った成績は無かったが、日大進学後1973年のインカレを制して頭角を現す。
1976年インスブルック五輪代表に選ばれるが90m級で29位に終わった。

## 日本国内での主な競技成績
- 1973.01.20(土)　第46回全日本学生スキー選手権大会　優勝
- 1976.01.15(木)　第17回NHK杯ジャンプ大会成年組　優勝
- 1976.03.31(水)　第4回野沢温泉ジャンプ大会